# Stanisław Dyrszka
Stanisław Marcin Dyrszka (ur. 21 października 1932 w Piekarach Rudnych, zm. 31 stycznia 1990 w Oleśnie) – polski polityk, poseł na Sejm PRL IX kadencji.

## Życiorys
Ukończył technikum rolnicze. W 1952 został instruktorem rolnym w prezydium Powiatowej Rady Narodowej w Tarnowskich Górach. Od 1954 pracował na różnych stanowiskach w PGR (m.in. był dyrektorem Biura Zrzeszenia). Był przewodniczącym Związku Spółek Wodnych. Zasiadał w prezydium Wojewódzkiego Komitetu Zjednoczonego Stronnictwa Ludowego. W latach 1985–1989 pełnił mandat posła na Sejm PRL IX kadencji w okręgu Częstochowa, zasiadając w Komisji Polityki Społecznej, Zdrowia i Kultury Fizycznej oraz w Komisji Prac Ustawodawczych.
Odznaczony Orderem Odrodzenia Polski. Pochowany w Oleśnie.